# Stenhuset
Stenhuset är den äldsta byggnaden på Utö i Finland. Byggnaden, som uppfördes 1753 i samband med bygget av den första fyren, hyser numera som ett hembygdsmuseum.

## Historia
Stenhuset var ursprungligen tjänstebostad för fyrvaktarna fram till 1860-talet, då eldstäderna revs. Fyrvaktarna hade redan då huvudsakligen bott i den nya "fyrbyggningen" som uppfördes på 1840-talet på andra sidan vägen. Därefter användes stenhuset som lager, verkstad och vedlider fram till 1990-talet, då Sjöfartsverket lät grundrenovera byggnaden. Efter renoveringen hyrde Sjöfartsverket ut stenhuset till Utö hembygdsförening r.f., som den 27 juli 1991 öppnade ett hembygdsmuseum i byggnaden.

### Museum
I fyra olika utställningsrum presenteras de centrala delarna av Utö: sjöfart, fiske och jakt, lots- och fyrverksamhet samt bylivet.